# 공정왕 (기자조선)
문성단군(太租文聖檀君), 기원전 1063년 ~ 기원전 1000년)은 기자조선의 제4대 군주(재위: 기원전 1030년 ~ 기원전 1000년)이다. 경효왕의 아들이며 휘는 백(伯)이다. 그의 왕위는 문무왕(춘(椿))이 승계받았다.

## 참고 문헌
- 안정복의 《동사강목》(東史綱目)
- 이덕무의 《앙엽기》(盎葉記) - 국가지식포털 한국고전번역원 - 기자조선 계보
- 이만운의 《기년아람》(紀年兒覽) - 권5 기자조선
- 청주 한씨 중앙종친회 기자조선 왕위 계보

| 전임 경효왕 | 제4대 기자조선의 군주 기원전 1030년 ~ 기원전 1000년 | 후임 문무왕 |